# Tom Salta
Tom Salta (Red Fear, Connecticut, EE. UU.) es un reconocido artista y compositor estadounidense de bandas sonoras.
Ha compuesto bandas sonoras para varios videojuegos populares, incluyendo; Ghost Recon Advanced Warfighter 1 y 2, Cold Fear, Red Steel y Tom Clancy's H.A.W.X. La música de Salta para Red Steel recibió un premio a la "Mejor Música Original" en los premios "IGN's Best of 2006". El trabajo de Salta se centra en multimedia, incluyendo películas, televisión, publicidad y sobre todo de videojuegos. 
Conocido por elaboración memorables, emocionalmente atractiva música para el medio, Salta ha cosechado numerosos elogios por su, mundo produjo resultados clase distintiva aparece en franquicias tan populares como RUSE, PRINCE OF PERSIA: LAS ARENAS Wii OLVIDADO, Red Steel 1 y 2, Clancy's Ghost TOM Recon Advanced Warfighter 1 y 2 y CLANCY'S HAWX TOM 1 y 2. Grabar bajo el nombre del artista "Atlas Plug," temas de su álbum "2 Days or Die" muchos programas de televisión de gracia en ABC , CBS , MTV , NBC , así como comerciales nacionales. Su Atlas Plug música también se puede escuchar en las bandas sonoras de éxito juegos como OFENSIVA , RÁPIDO Y AL Furious: Tokyo Drift y Project Gotham Racing 3 . orquesta de música de Salta para tráileres de películas de Hollywood y promociones incluye Toy Story 3 , Harry Potter , Spider-Man , ASTRO BOY , y CORALINE . Antes de su carrera componiendo, Salta, gira y trabajó sobre las emisiones de una gran variedad de artistas populares, tales como Peter Gabriel, Junior Vásquez, Everything But The Girl, Deep Forest, Mary J. Blige y Sinead O'Connor.
Para Prince of Persia: Las Arenas olvidado , Salta ofrece una profunda inmersión en la banda sonora original y melódico que es esencial a la rica experiencia de juego de PRÍNCIPE DE PERSIA . Para plenamente los jugadores sumergirse en la nueva aventura el Príncipe, Salta, compuesto y producido un intrincado tejido original partitura atmosférica e intensidad que captura la esencia y el espíritu del original PRINCE OF PERSIA: LAS ARENAS DEL TIEMPO y apoya la nueva historia y un juego de PRINCE OF PERSIA LOS PERDEDORES ARENAS con una estética mundo de la música contemporánea. La puntuación cuenta con las actuaciones grabadas con el mundo venerado percusionista Johnson Bashiri, oscura voz hipnótica de mundo de la música cantante Ali Azam y voz etérea de internacionales cantante Judith Bérard, así como música del mundo y este medio de instrumentación como Doubek, kora, khangira, bowhammer cymbalom, deslice Lakota, walimba, duduk y por encargo instrumentos ney.
Para Red Steel 2 , el nuevo título de Ubisoft de acción-primero desarrollado exclusivamente para la Wii de Nintendo y diseñada con la integración plena de Wii MotionPlus, Salta, integrado por una guitarra llena de acción basada en resultados Wild West "," mezclado con influencias de música evocadora de Asia. Se alistó las actuaciones de guitarra virtuosa del veterano músico de estudio Ouimette Steve y registró varios instrumentistas de percusión chino, Shakuhachi, fue, Pipa, la armónica y el violín. Japón musicales de Salta contemporánea y tradicional de puntuación para el original Red Steel , Ubisoft es exclusivo de la acción del título de sesiones para la Wii de Nintendo, ganó el premio de IGN Wii a la Mejor Música Original.
El himno militar con temas de partituras orquestales de TOM CLANCY'S GRAW 1 y 2 sonidos electrónicos se funden en la puntuación para captar la estética de alta tecnología de los juegos para el que fue nominado a "Video Game Mejor banda sonora" en el MTV Video Music Awards. Para mejorar la experiencia emocionante de TOM CLANCY'S HAWX 1 y 2 , la lucha contra la serie de juegos al aire libre situado en la famosa Clancy juego universo de vídeo, Tom Salta compone la adrenalina y la carga emocional en vivo orquesta / puntuaciones electrónico híbrido hacer hincapié en los juegos de corte- tecnología de punta, potencia de fuego devastadora e intensos combates a muerte. orquesta puntuaciones Salta himno para el TOM CLANCY franquicia capturado la atención de los Marines de EE. UU. y, posteriormente, fue destinado a crear la música de la Marina "del Cuerpo de última contratación comercial titulado" Estados Unidos pocos. " Más recientemente compuso la Salta de acción en vivo para remolque CLANCY'S GHOST RECON TOM soldado del futuro y la, la tensión atmosférica agarre puntuación de militares de la innovadora Ubisoft Segunda Guerra Mundial-juego de estrategia en tiempo real RUSE .

## Atlas Plug
Tom Salta también es el hombre detrás de alias Atlas Plug, y sacó su primer álbum, 2 Days or Die, en febrero de 2005.

## Compositor

### Videojuegos
| Título                                                                  | Editor                      |
| ----------------------------------------------------------------------- | --------------------------- |
| Halo: Spartan Strike                                                    | Microsoft Studios           |
| Halo 2: Anniversary                                                     | Microsoft Studios           |
| Halo: Spartan Assault                                                   | Microsoft Studios           |
| Halo: Combat Evolved Anniversary                                        | Microsoft Studios           |
| R.U.S.E.                                                                | Ubisoft                     |
| Tom Clancy's H.A.W.X. 2                                                 | Ubisoft                     |
| The Agency: Covert Ops                                                  | Sony Online Entertainment   |
| Prince of Persia: Las Arenas Olvidadas                                  | Ubisoft                     |
| Red Steel 2                                                             | Ubisoft                     |
| Tom Clancy's H.A.W.X.                                                   | Ubisoft                     |
| Tom Clancy's Ghost Recon Advanced Warfighter 1 & 2                      | Ubisoft/Red Storm           |
| Crackdown                                                               | Microsoft Studios           |
| Red Steel                                                               | Ubisoft/Nintendo            |
| Full Auto 2: Battlelines                                                | SEGA                        |
| The Fast and the Furious: Tokyo Drift                                   | Namco                       |
| Kim Possible                                                            | A2M                         |
| Cold Fear                                                               | Ubisoft                     |
| Project Gotham Racing 3                                                 | Microsoft Studios           |
| Still Life                                                              | Microids                    |
| Need for Speed: Underground 2                                           | EA                          |
| Need for Speed: The Run(Underground Challenge Series Pre-order trailer) | EA                          |
| MLB 2006                                                                | Sony Computer Entertainment |
| Tom Clancy's Ghost Recon 2                                              | Ubisoft                     |
| Sprung                                                                  | Ubisoft                     |
| Get On Da Mic                                                           | Eidos/A2M                   |
| Rallisport Challenge 2                                                  | Microsoft Studios           |
| Street Racing Syndicate                                                 | Namco                       |
| Movie Studio Party                                                      | Ubisoft                     |

(Coguionista)   UbiSoft 
```
 Sprung (Nintendo DS)   UbiSoft 
 Ponte Da Mic   Eidos/A2M 
 RalliSport Challenge 2 Microsoft 
 Calle Sindicato de carreras Namco 
 Película Parte Estudio Ubisoft 
```

TV y CINE 
```
 Toy Story 3 (Tráiler web)   Disney Pixar 
 Astro Boy (tráiler de la película)   Summit Entertainment 
 Coraline (tráiler de la película)   Focus Features 
 Traidor (tráiler de la película)   Overture Films 
 Harry Potter y la Orden del Fénix (Tráiler de Cine)   Warner Bros. 
 DOA (tráiler de la película)   Constantin Film 
 El Código DaVinci - Featurette: Cómo se hizo y Promociones Sony 
 The Last Mimzy (tráiler de la película)   New Line Cinema 
 Arthur y los Minimoys (Tráileres Cine y Televisión)   Weinstein Co. 
 2006 Juegos Olímpicos de Invierno NBC 
 Derailed (Tráiler)   Miramax 
 Hacer de Spiderman 2 HBO 
 Hacer de la Anaconda 2 Cinemax 
 Toda la música marca para KTLA El WB Television Network afiliado 
 Joan de Arcadia CBS 
 Abrir Tráiler del Agua (TV)   Lion's Gate 
 Turno de guardia NBC 
 Shrediquette   Indie 
 Abierto de EE.
 
UU. Comerciales ESPN Deportes 
 Volvo S40 TV World Wide Comercial  
 Bertolli Comercial Nacional Bertolli 
 Johnny Cero Warner Brothers 
 Próxima Top Model de América UPN 
 Punk'd   MTV 
 Verticle Zoológico de 2004 Indie 
 100 a 800 desaparecidos Toda la vida 
 El Discovery Channel Wild Theme Discovery principal 
 América acceso   NBC 
 Infinito Q45 Nacional de TV / radio comercial  
 GMC Nacional de TV / radio comercial 
 CFDA Awards (Comité de los Diseñadores de Moda de América)   Premios CFDA Ver Tema - Televisado 
```

Discos y Artistas 
```
 Atlas Plug (Album sola)   "2 Days or Die" 
 Cher   Creer - "El Poder" 
 Whitney Houston   Whitney: The Greatest Hits - "How Will I Know" 
 Peter Gabriel Mientras que la Tierra Camas 
 Kathy Troccoli El amor tiene un nombre 
 Banda sonora original - Malcolm in the Middle Flak - "Ventana de la Ronda" 
 Deborah Gibson   Deborah
```

Moonchild 
```
 Primer 55 Introducción al Caos
```

```
 Tommy Page Diez hasta la medianoche 
 QED   Mobius  
 Philippe Saisse A mitad de camino hasta el amanecer  
 Varios artistas   WCW (Campeonato Mundial de Lucha Libre) "Mayhem - la música" 
 Fuego antiaéreo Redondas de la ventana 
 Cristiano Davis   Angel (Remix) 
 38 º paralelo Cambiar el rumbo 
 Dru Hill Tell Me 
 Junior Vásquez Soy delgada y hermosa 
 Julio Iglesias Jr.   One More Chance 
 Point of Grace Rarezas y remixes - "fe de la esperanza y el amor" 
 Banda sonora original Bienvenido a Woop Woop 
 Varios artistas   Let's Roll: Juntos en la Fe la Unidad y el Amor 
 Sinead O'Connor     
 Everything But The Girl Desaparecidos (Remix) 
 Sascha Si Puedes Creer (Remix) 
 Meja   ¿Cómo se le Loco (Remix) 
 Wes   Awa Awa 
 Kristine W.   Siente lo que quieres (Remix) 
 Emer Kenny Golden Brown (Remix) 
 Ceredwen Las puertas de Annwn (Remix) 
 Gary Barlow Love Won't Wait (Remix) 
 QED   "Apenas un día", "Así Es", "Inconsciente", "Epílogo (Apenas un día Parte 1)" 
 David Charvet Acto de fe - "It's Alright" 
 Arthur Baker   Breakin ' 
 38 º paralelo Cambiar el rumbo - "nublado", "¿Quién soy yo", "Tú eres mi Dios", "Wither" 
 Varios artistas   Let's Roll: Juntos en Unidad, la Fe y el Amor - "I Believe"
```